# Tuberaleyrodes
Tuberaleyrodes is een geslacht van halfvleugeligen (Hemiptera) uit de familie witte vliegen (Aleyrodidae), onderfamilie Aleyrodinae.
De wetenschappelijke naam van dit geslacht is voor het eerst geldig gepubliceerd door Takahashi in 1932. De typesoort is Tuberaleyrodes machili.

## Soorten
Tuberaleyrodes omvat de volgende soorten:
- Tuberaleyrodes bobuae Takahashi, 1934
- Tuberaleyrodes machili Takahashi, 1932
- Tuberaleyrodes neolitseae Young, 1944
- Tuberaleyrodes rambutana Takahashi, 1955
- Tuberaleyrodes spiniferosa (Corbett, 1933)